# آفتاب‌نگار

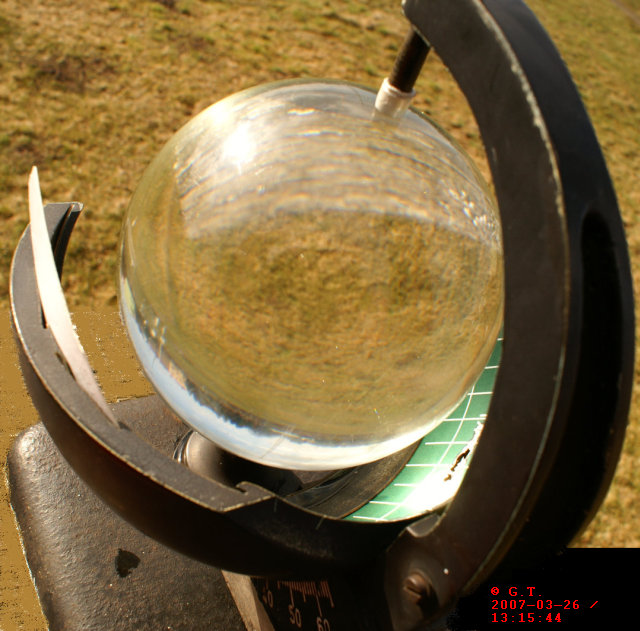
آفتاب‌نگار از نوع کمپیل استوکس.

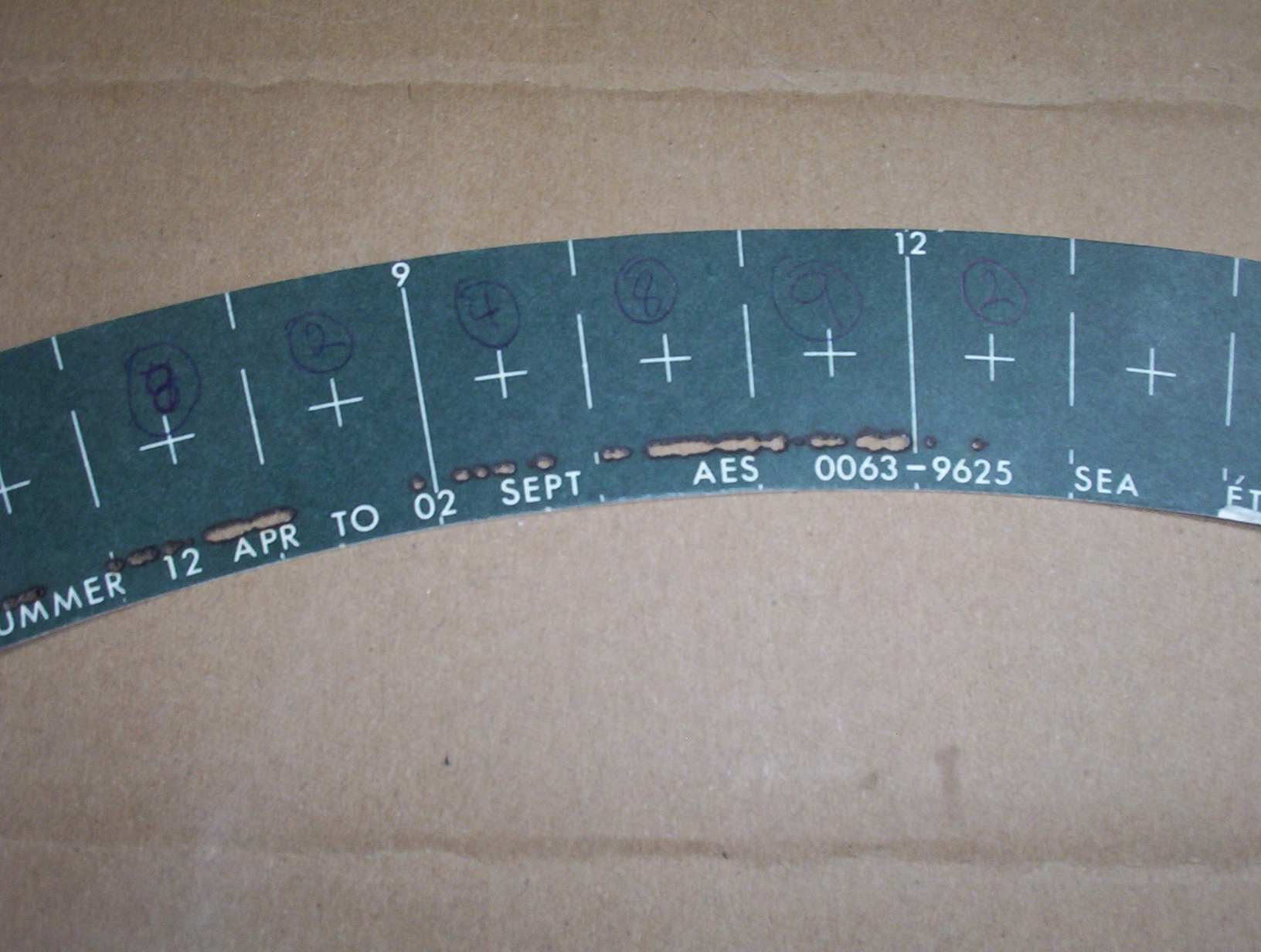
کارت آفتاب‌نگار.

آفتاب‌نگار (Sunshine recorder) وسیله‌ای است برای اندازه‌گیری مدت زمان تابش آفتاب در آسمان. به کمک این وسیله می‌توان زمان طلوع و غروب خورشید همچنین زمان ظهر محلی را نیز تعیین کرد. این دستگاه قادر است فواصل زمان‌هایی را که در آن فواصل خورشید می‌درخشد بر روی کارت‌های ویژه ثبت نماید. یکی از انواع آفتاب‌نگار، آفتاب‌نگار کمپبل استوکس است که نخستین بار توسط جان فرانسیس کمپیل در سال ۱۸۵۳ اختراع و توسط جرج گابریل استوکس در سال ۱۸۷۹ اصلاح شد.

## مشخصات
این وسیله تشکیل شده از یک گوی شیشه‌ای که عملکردی مانند ذره‌بین دارد و پرتو آفتاب را روی صفحه‌ای که در پشت آن قرار دارد متمرکز می‌کند. محفظه شیشه‌ای کروی محتوی آب است که خود محفظه در داخل یک کاسه چوبی قرار دارد محفظه پرتوهای نورانی خورشید را شبیه به یک عدسی جمع کرده و روی جدار داخلی کاسه چوبی می‌اندازد چوب در اثر پرتو متمرکز شده و گرمای به‌دست‌آمده از خورشید سوخته و بتدریج خطی در روی جداره چوب کشیده می‌شود.
روی این صفحه سه شیار مختلف قرار دارد که نوارهای کاغذی (کارت آفتاب‌نگار) درون آن‌ها قرار می‌گیرد و زمانی که خورشید در حال تابش باشد این نوارها را با خط نازکی می‌سوزاند و در پایان روز با اندازه‌گیری قسمتهای سوخته می‌توان به مدت زمانی که خورشید در آسمان تابیده‌است پی برد.
این وسیله رو به جنوب و به صورت کاملاً تراز افقی و در ارتفاع ۱٫۵ متری نصب شده و سپس متناسب با عرض جغرافیایی محل نصب تنظیم می‌گردد. با توجه به این که در طول سال زاویه تابش خورشید و طول روز تغییر می‌کند از گراف‌های متفاوتی استفاده می‌شود. در بهار و تابستان (۱۲ آوریل تا ۲ سپتامبر) از گراف‌های قوس بلند در پایین‌ترین شیار؛ در یک ماه اواخر شهریور تا اواسط مهر همچنین اواخر اسفند تا اواسط فروردین (۱ مارس تا ۱۱ آوریل و ۳ سپتامبر تا ۱۴ اکتبر) از گراف‌های مستقیم و در شیار میانی و در پاییز و زمستان (۱۵ اکتبر تا آخر فوریه) از گراف‌های قوس کوتاه و در شیار بالایی استفاده می‌شود.